# 巴氏腕躄魚
巴氏穗躄魚是輻鰭魚綱鮟鱇目躄魚亞目躄魚科的其中一種，為熱帶海水魚，分布於西太平洋區，包括印尼、巴布亞紐幾內亞、澳洲海域，棲息深度0-146公尺，體長可達16公分，棲息在近海，生活習性不明。